# Steven N'Zonzi
Steven N'Kemboanza Mike Christopher N'Zonzi (* 15. prosince 1988, Colombes, Francie) je francouzský fotbalový záložník původem z DR Kongo, hráč klubu AS Řím. Hraje na postu defenzivního záložníka.

## Klubová kariéra
- Racing Paříž (mládež)
- Paris Saint-Germain FC (mládež)
- CA Lisieux (mládež)
- SM Caen (mládež)
- AS Beauvais Oise (mládež)
- Amiens SC (mládež)
- Amiens SC 2007–2009
- Blackburn Rovers FC 2009–2012
- Stoke City FC 2012–2015
- Sevilla FC 2015–2018
- AS Řím 2018-

## Reprezentační kariéra
N'Zonzi nastupoval za francouzskou reprezentaci U21.